# Поттіга
Поттіга (нім. Pottiga) — громада в Німеччині, розташована в землі Тюрингія. Входить до складу району Заале-Орла. Складова частина об'єднання громад Заале-Реннштайг.
Площа — 7,59 км2. Населення становить Невірний параметр metadata 16 075 086 ос. (станом на 31 грудня 2021).

## Галерея

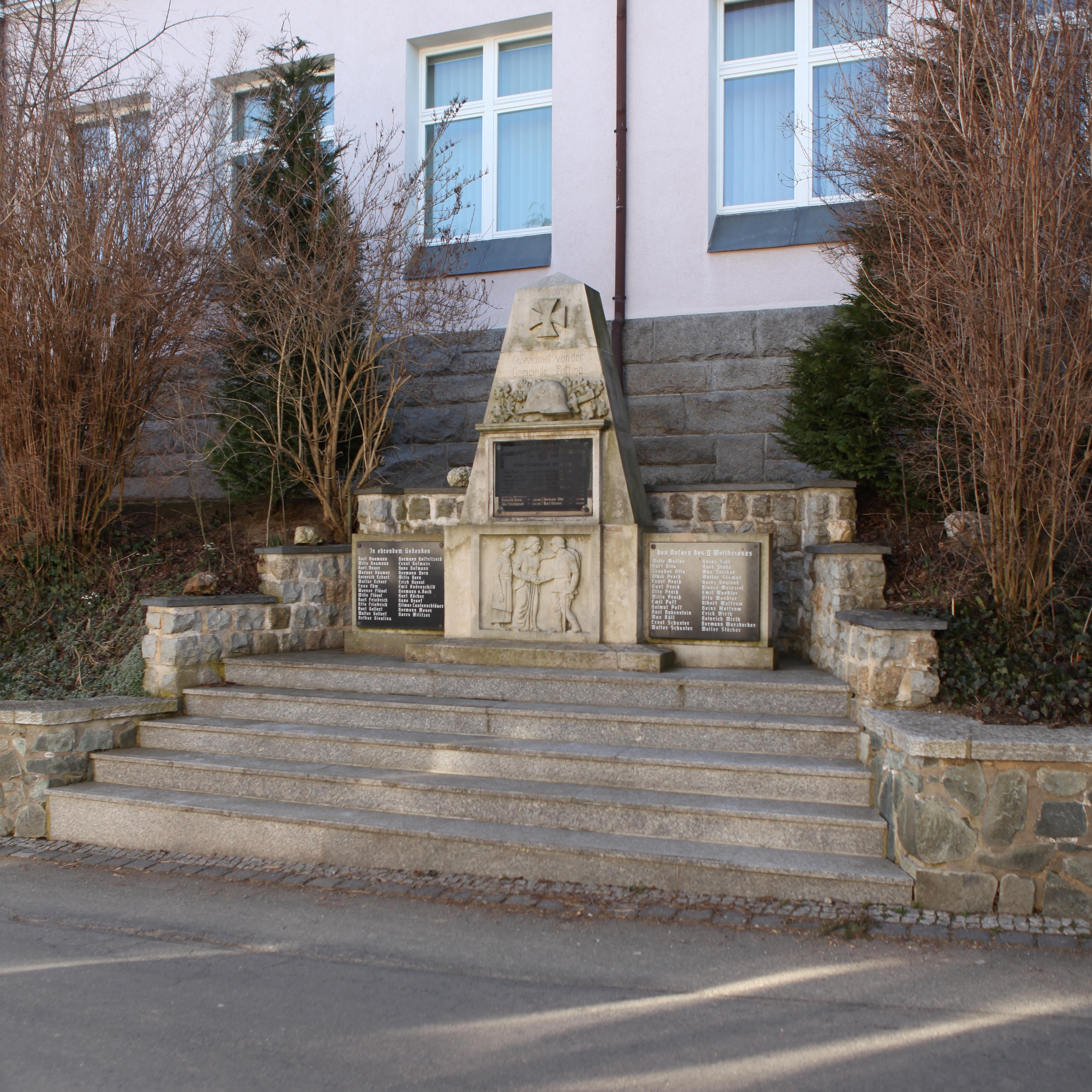